# Nicklas Helenius
Nicklas Helenius Jensen (Svenstrup, Dánia, 1991. május 8. –) dán válogatott labdarúgó, az AaB csatárja.

## Pályafutása

### AaB
Helenius 2005-ben, 13 éves korában került az AaB ifiakadémiájára. Első profi szerződését akkor kapta, amikor az U19-es csapatban játszott. A 2009/10-es szezonban 22 gólt szerzett, amivel gólkirály lett az U19-esek között. A dán ifibajnokságban ez a második helyre volt elég, egyedül a Brøndbyben játszó Brent McGrath tudta melózni, 29 találattal.
2010. május 16-án, a HB Køge ellen bemutatkozott az Aalborg felnőtt csapatában is. Első gólját szeptember 10-én, egy AC Horsens elleni bajnokin szerezte. 2010 októberében és novemberében sorozatban öt meccsen betalált: négy bajnokin és egy kupameccsen volt eredményes. Ezután állandó tagja lett az AaB kezdőjének.
A 2012/13-as idény után az UEFA honlapján a dán Superliga legjobbjának választották a szurkolók. Az AaB szurkolói egy rövid rigmust is írtak a játékos tiszteletére, mely így szólt: "vi elsker vold og kokain – og Nicklas Helenius" ("imádjuk az erőszakot, a kokaint – és Nicklas Heleniust). A dal az Y viva España dallamára íródott és első fele szarkasztikus utalás volt a huligánkultúrára és az azzal kapcsolatos előítéletekre.

### Aston Villa
2013. június 18-án Helenius hároméves szerződést kötött az Aston Villával, az angol csapat a hírek szerint 1,2 millió fontot fizetett érte. A német SV Rodinghausen elleni barátságos mérkőzésen mutatkozott be és gólt is fejelt. A VfL Bochum elleni felkészülési találkozón szintén fejjel volt eredményes. Augusztus 24-én, a Liverpool elleni bajnokin debütált tétmeccsen új csapatában. A mérkőzés 1-0-s vereséggel zárult.

## Válogatott
Heleniusnak 2010 januárjában lehetősége lett volna pályára lépni az U19-es dán válogatottban, de bokasérülése miatt erre nem került sor. Egy évvel később behívót kapott a Dubajban edzőtáborozó U21-es válogatottba. 2011. január 20-án, Kína ellen debütált a csapatban. Első két gólját 2011 szeptemberében, egy Észak-Írország ellen 3-0-ra megnyert meccsen szerezte.
A felnőtt válogatottban 2012. augusztus 15-én, Szlovákia ellen játszott először.

## Sikerei, díjai

### Egyéni
- Dán Superligaen gólkirály: 2021–22

## Külső hivatkozások
- Nicklas Helenius pályafutásának statisztikái a Soccerbase oldalon (angolul)

- Statisztikái a Nation Football Team-en
- Statisztikái a DanskFodbold.com-on
- Adatlapja az Aston Villa honlapján